# Новогольське
Новогольське (рос. Новогольское) — село у Грибановському районі Воронезької області Російської Федерації.
Населення становить 709 осіб (2010). Входить до складу муніципального утворення Новогольське сільське поселення.

## Історія
Населений пункт розташований у історичному регіоні Чорнозем'я.
За даними на 1859 рік у державному селі Новогольське (Новогальське) Новохоперського повіту Воронізької губернії мешкало 2388 осіб (1136 чоловіків та 1252 жінки), налічувалось 370 дворів, діяла православна церква.
Станом на 1886 рік у селі, центрі Новогольської волості Новохоперського повіту, населення становило 2758 осіб, налічувалось 383 двори, діяли православна церква, школа, 3 лавки, відбувались 2 ярмарки на рік.
За переписом 1897 року кількість мешканців зросла до 3665 осіб (1814 чоловічої статі та 1851 — жіночої), з яких 3665 — православної віри.
За даними на 1900 рік населення зросло до 4097 осіб (2088 чоловічої статі та 2009 — жіночої), налічувалось 504 дворових господарства.
Від 1935 року належить до Грибановського району, спочатку в складі Центрально-Чорноземної області, а від 1934 року — Воронезької області.
Згідно із законом від 15 жовтня 2004 року входить до складу муніципального утворення Новогольське сільське поселення.

## Населення
| 2010 |
| ---- |
| 709  |